# 钱 (质量单位)

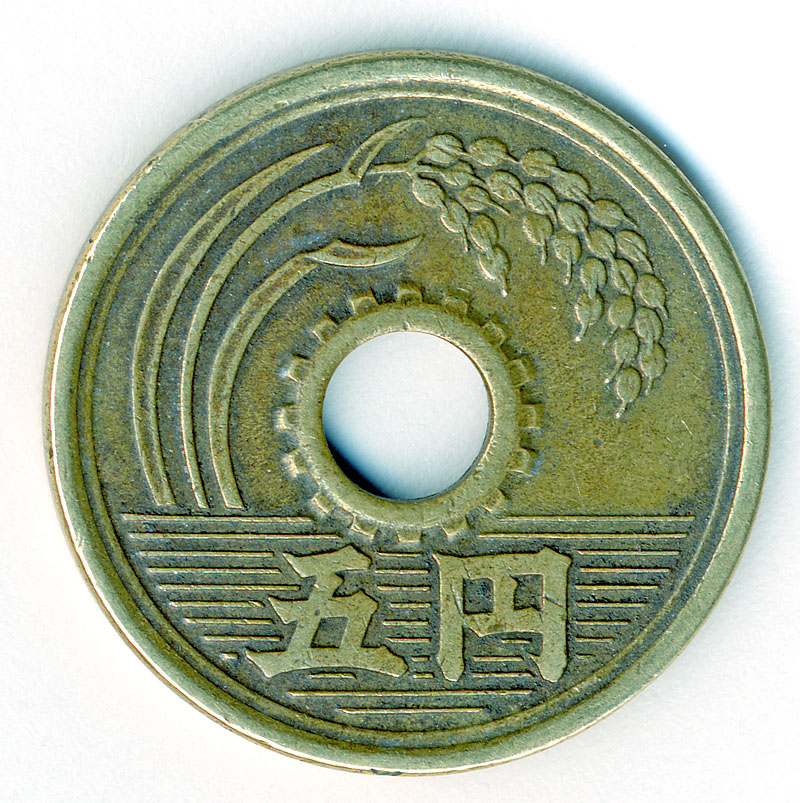
現行的日幣5圓銅板的質量正好為1匁

錢（和制漢字作匁）是中国传统度量衡質量單位之一。一钱等于十分，10錢為1兩，1000錢為1貫。實際質量於各地不同時代皆有變化。一钱是一兩的十分一重。
「匁」字的由來在有兩種說法，一說因為「錢」在日語中與「泉」同音，因此日本人借用「泉」字的草書寫法創造「匁」字。另一說因為「錢」在日本的簡便計數寫法為「文」，將此二字組合起來便成了「匁」字。但香港的曆書中「秤骨」相關的頁面的錢多年來也寫成「匁」，有可能是受到日本影響。

## 實際質量
原香港法例，1884年第廿二條，一分是2/15安士。现在香港法例规定，一錢等於1/10兩或者十分，1/160司马斤，即3.77994克，現仍常用於中藥處方。金銀等貴金屬交易用「金衡錢（mace troy）」，等于「金衡兩」1/10，转换为十進制等于3.7429克，比普通錢略輕。
在台灣通行的台制中，1台斤為16台兩，1台兩為10台錢；另1台斤為600克，故1台錢為3.75公克。。
日本在明治二十四年（1891年）所公佈的度量衡法中規定1錢為3.75克。
现在新加坡法律规定，一兩是11⁄3安士、一斤是1⁄3常衡磅，所以一錢等於1⁄10兩或1⁄160斤，即3.77994克
中国秦始皇制定统一度量衡，到中华人民共和国成立之初，一直沿用一斤十六两的计量方法。南宋杨辉有首“斤价化两价”的歌诀：“一求，隔位六二五；二求，退位一二五；三求，一八七五记……”意思就是一两等于0.0625斤，二两等于0.125斤……
那时十六两秤叫十六金星秤，是由北斗七星、南斗六星加福禄寿三星组成十六两的秤星，告诫做买卖的人要诚实信用，不欺不瞒，否则，短一两无福，少二两少禄，缺三两折寿。
1959年6月25日中华人民共和国国务院发布《关于统一计量制度的命令》，确定米制为中国基本计量单位，在全国推广使用，保留市制，“市制原定十六两为一斤，因为折算麻烦，应当一律改为十两为一斤。”中药计量仍袭旧制不变。从1979年1月1日起，中药计量单位也改用米制，用“克、毫克、升、毫升”，不用“两、钱、分”等。

## 另見
- 库平制